# موز بيكاري
موز بيكاري (الاسم العلمي:Musa beccarii) هو نوع من النباتات يتبع جنس الموز من فصيلة الموزية.